# 华丽雨林属
華麗雨林屬，是原产于印度和斯里兰卡的一屬捕鳥蛛。它是由歐仁·西蒙在1885年首次描述。 它们是树栖狼蛛，通常被称为观赏狼蛛，与其他狼蛛相比，它们以生动的色彩模式、快速的运动和强烈的毒液而闻名。截至2019年，所有物种都受到CITES的保护。
该属的名称是由古希腊语的组合。"poikilos" (ποικίλος)，意思是 "有斑点"，和therion" (θηρίον)，意思是 "野生野兽"。

## 分類學
属于Poecilotheria的物种是由荷兰动物学家艾爾伯特·瑟巴在1734年首次记录的，当时他去了斯里兰卡。他将他看到的新蜘蛛以 "Aranea maxima ceilonica"（意思是 "来自斯里兰卡的大蜘蛛"）的名字发表在他的《Albertus Seba's Thesaurus》一书的插图中。然而，最精确的科学解释出现在1804年，当时皮埃爾·安德烈·拉特雷耶将这种蜘蛛描述为 "Mygale fasciata"。
经过大约40年的延迟，在1850年，C.L. Koch将Mygale的属名修改为Scurria，物种则为Scurria fasciata。1885年，歐仁·西蒙提议用Poecilotheria代替Scurria，因为对软体动物的物种描述错误。
对一些物种的分类学有争议。一些资料将斯里兰卡的彼德遜華麗雨林（Poecilotheria vittata）认定为印度的（Poecilotheria striata）的异名，但在其他资料中，它们都被赋予有效的物种身份。 斯里兰卡的Poecilotheria bara的命名也存在争议--它是否与发现于斯里兰卡中南部的象牙華麗雨林（Poecilotheria subfusca）是同一个物种。2014年，斯里兰卡蜘蛛学家拉尼爾·P·納納亞克拉（Ranil P. Nanayakkara）将 "P. vittata"、"P. striata"、"P. bara "和 "P. subfusca "视为不同物种。
2019年，斯里兰卡蜘蛛学家拉尼爾·P·納納亞克拉於其國內的薩伯勒格穆沃省找到另一種華麗雨林，即Poecilotheria srilankensis，另本屬物種共計有16種

### 物種
截至2019年，世界蜘蛛目录接受以下物种，7个来自印度，7个来自斯里兰卡，2个来自两个国家。

#### 印度
- 沙連華麗雨林 Poecilotheria formosa Pocock, 1899
- 藍寶石華麗雨林 Poecilotheria metallica Pocock, 1899
- 米蘭達華麗雨林 Poecilotheria miranda Pocock, 1900
- 印度華麗雨林 Poecilotheria regalis Pocock, 1899
- 石板紅華麗雨林 Poecilotheria rufilata Pocock, 1899
- 邁索爾華麗雨林 Poecilotheria striata Pocock, 1895
- 衛索華麗雨林 Poecilotheria tigrinawesseli Smith, 2006

#### 斯里兰卡
- 斯里蘭卡華麗雨林 Poecilotheria fasciata (Latreille, 1804) (模式種)
- 花邊華麗雨林 Poecilotheria ornata Pocock, 1899
- Poecilotheria rajaei Nanayakkara, et al., 2012
- 史密斯華麗雨林 Poecilotheria smithi Kirk, 1996
- 象牙華麗雨林 Poecilotheria subfusca Pocock, 1895
- Poecilotheria srilankensis Nanayakkara, et al., 2020

#### 兩個國家均有
- 拉馬納塔普蘭華麗雨林 Poecilotheria hanumavilasumica Smith, 2004
- 彼德遜華麗雨林 Poecilotheria vittata Pocock, 1895

#### 初级同义词
以下物种曾经被认为是种，但截至2016年2月，现在被世界蜘蛛目录认为是其他物种的同义词
- Poecilotheria amarasekarai  = P. rajaei；[3]被其他来源认为是不同的[6]
- Poecilotheria bara Chamberlin, 1917 = P. subfusca；被其他来源认为是不同的[3]
- Poecilotheria gadgili Tikader, 1977 = P. regalis
- Poecilotheria nallamalaiensis Rao et al., 2006 = P. formosa
- Poecilotheria pederseni Kirk, 2001 = P. vittata
- Poecilotheria pococki Charpentier, 1996 = P. smithi
- Poecilotheria uniformis Strand, 1913 = P. subfusca

## 生物學
本屬的物种很容易与捕鳥蛛科的其他物种区分开来，因为其扁平的背甲，顎有刺，以及像小瘤的黑色牙齿。它们的腿上没有刺，腿上的步足毛束可以清楚地看到。腹面有独特的颜色图案，特别是在腿上。在腹部的背面有几条斑斓的条纹和黑白相间的斑点。第一和第四对腿上有醒目的黄色和黑色的图案，这个特征特别用于识别到物种水平。
雄性和雌性显示出性二形性，这使其易于识别。成熟的雄性很容易被称为儲精囊的高度硬化的精子储存袋所识别。掌球用于将精子注入雌性的生殖器中。雄性比雌性小，身材也更苗条。在雄性中，第一对和第四对腿的长度相同，但在雌性中，第一对腿比第四对长。雄性通常颜色比较暗淡，有隐性标记，不显眼。然而，光脑上的对开标记比雌性的要深。

## 生態學
本屬的物种是夜间和夜间的猎手。它们在黄昏和黎明时分出来觅食。与许多其他蜘蛛不同，它们不使用蜘蛛网来捕捉猎物。相反，它们是埋伏的捕食者，它们坐在那里等待，直到猎物走近或经过，然后以极快的速度跟踪猎物，抓住它，并注入毒液，使其不能动弹。
一旦猎物被抓住，它们就用丝卷住猎物并开始进食。虎头蜘蛛最常见的猎物是昆虫、幼虫、小鸟和小型哺乳动物如蝙蝠，甚至是其他蜘蛛和同种的雄性蜘蛛（由雌性）。
有几个本屬的物种被列为 「濒危」或「极度濒危」，主要威胁是栖息地的丧失及被收集和走私用于宠物贸易，藍寶石華麗雨林 （P. metallica）及拉馬納塔普蘭華麗雨林（P. hanumavilasumica）均被列為极度濒危。

## 保育現狀
截至2019年，華麗雨林屬的所有物种都被列入CITES附录II內。这意味着，如果没有出口国的CITES出口许可证，标本不能合法交易（国际）（如果标本以前从其他国家进口过，则需要CITES再出口许可证）。

## 相片

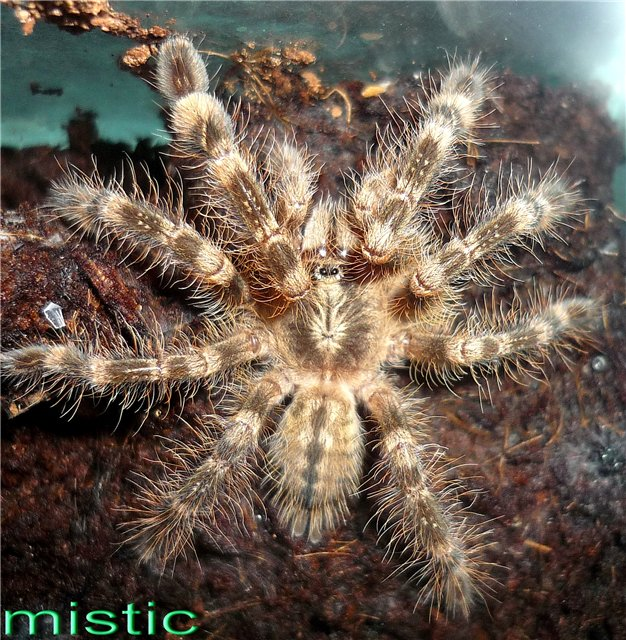
象牙華麗雨林 Poecilotheria subfusca.
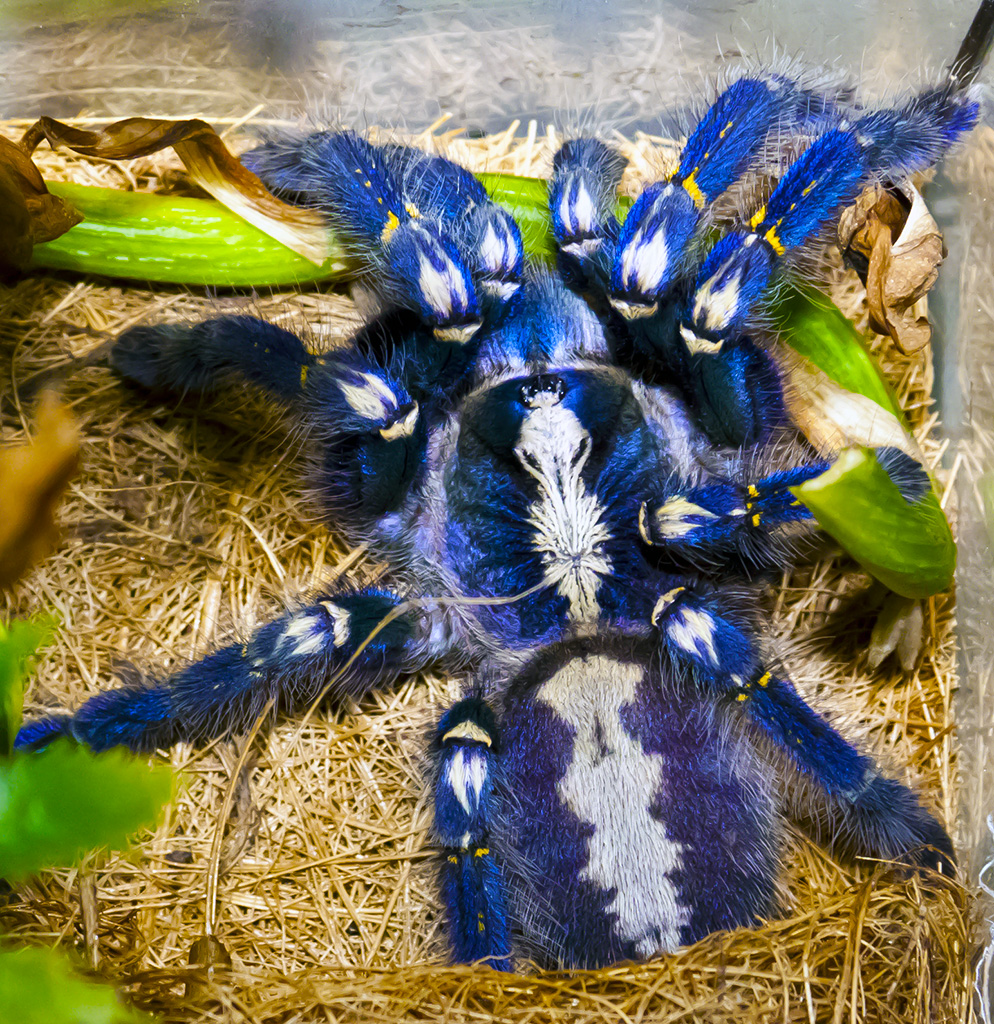
藍寶石華麗雨林 Poecilotheria metallica
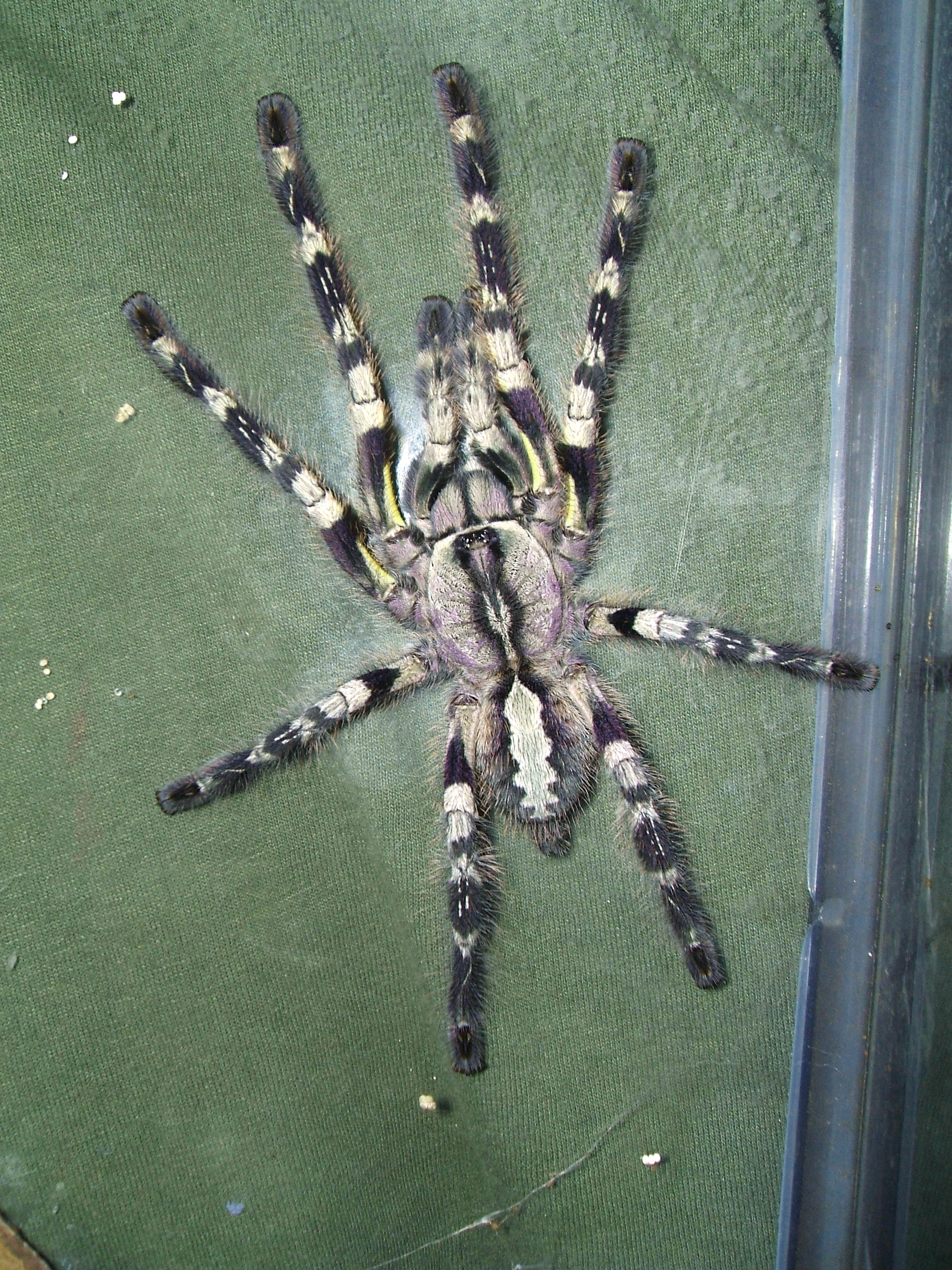
印度華麗雨林 Poecilotheria regalis
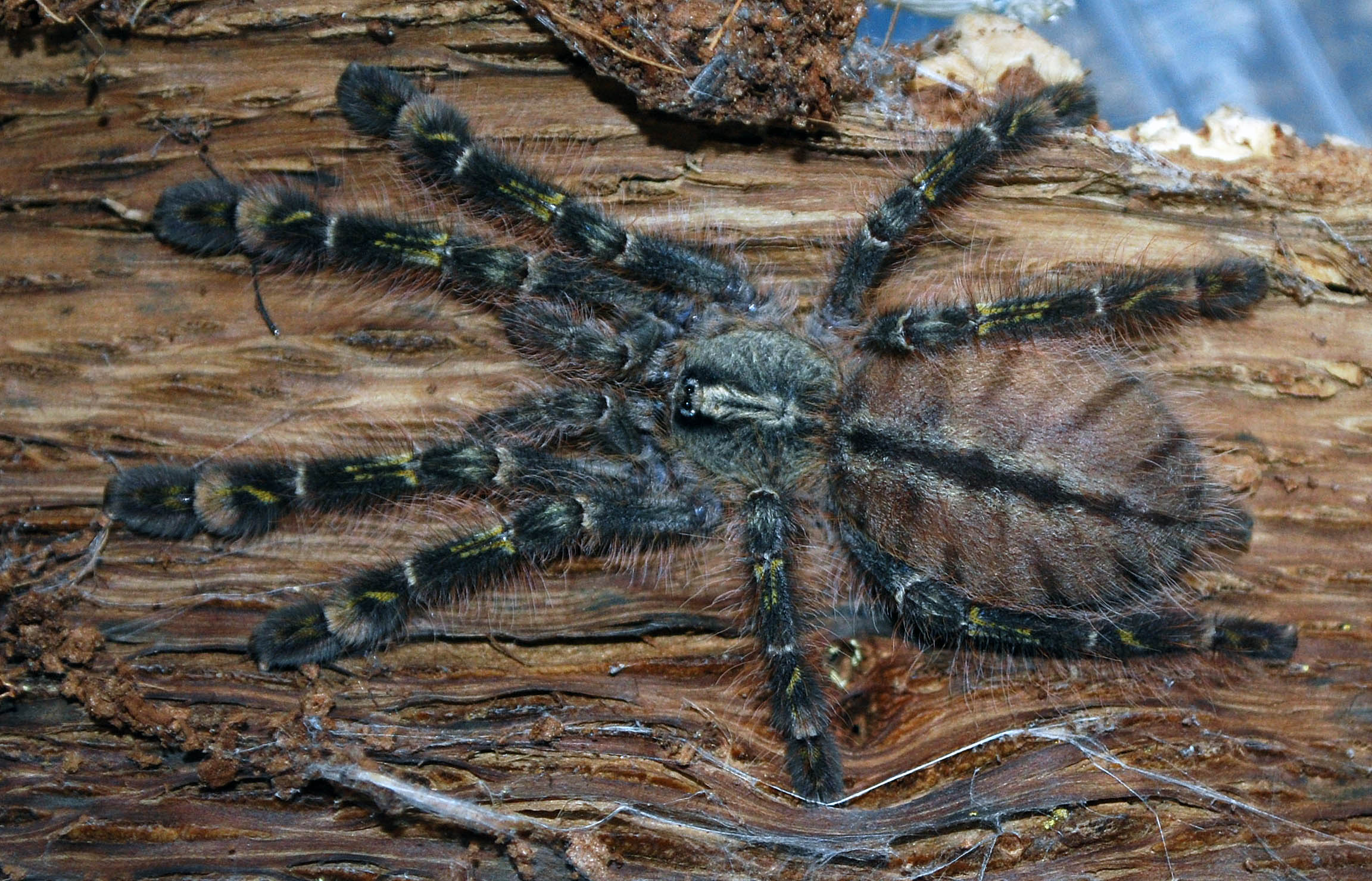
石板紅華麗雨林 Poecilotheria rufilata
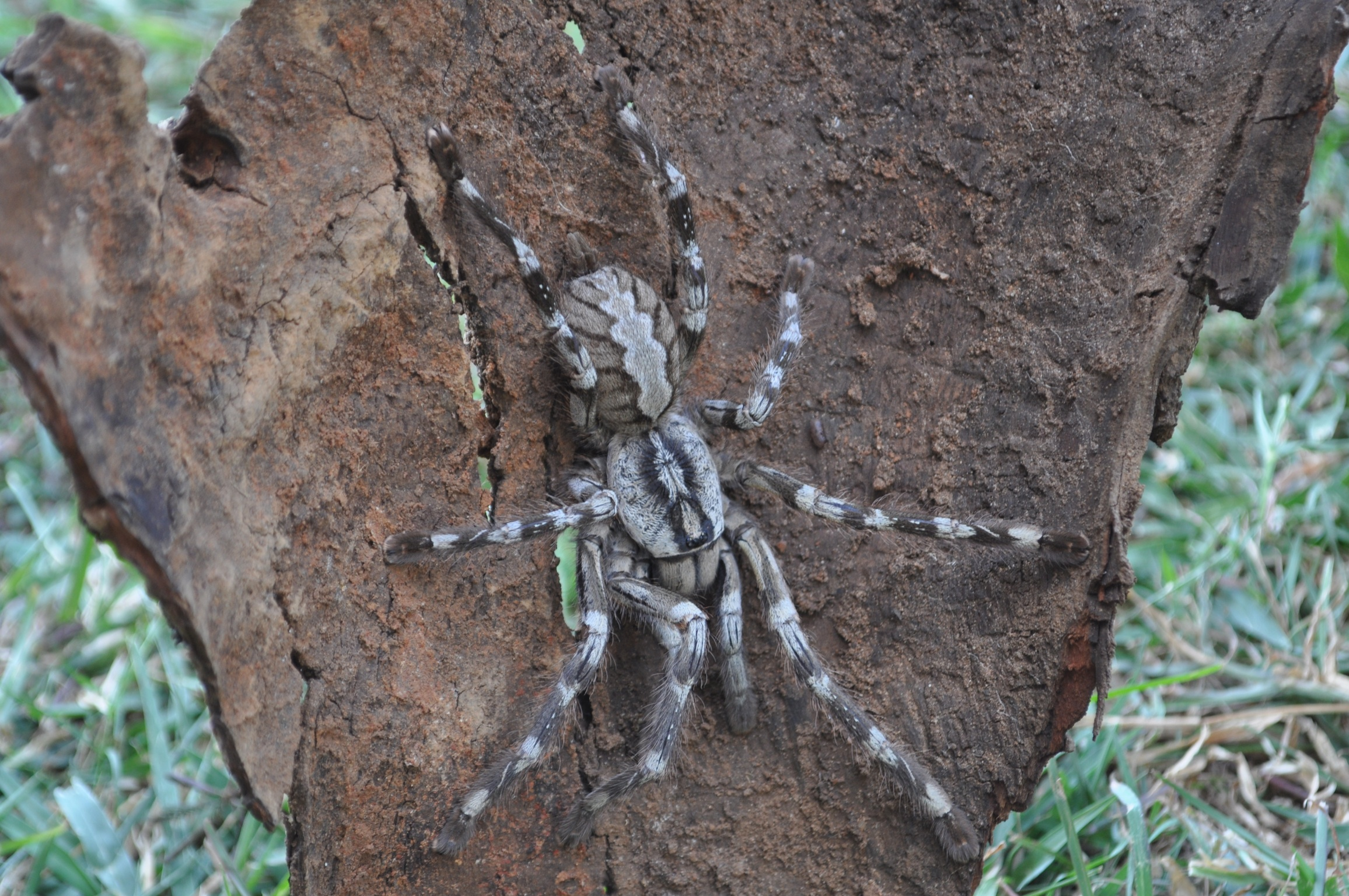
Poecilotheria rajaei

## 外部連結
- Poecilotheria pictures （页面存档备份，存于）